# Anthidium rotundum
Anthidium rotundum är en biart som beskrevs av Warncke 1980. Anthidium rotundum ingår i släktet ullbin, och familjen buksamlarbin. Inga underarter finns listade i Catalogue of Life.